# Herb Conaway
Herbert Clark Hoover Conaway Jr., detto Herb (Trenton, 30 gennaio 1963), è un politico statunitense, membro della Camera dei Rappresentanti per lo stato del New Jersey dal 2025.

## Biografia
Figlio di un insegnante e di un'infermiera, Conaway nacque a Trenton e crebbe a Bordentown. Studiò scienze politiche all'Università di Princeton, laureandosi con una tesi di 67 pagine intitolata "Black Political Strategy". Successivamente conseguì sia la laurea in medicina presso la Thomas Jefferson University sia la laurea in giurisprudenza presso la Rutgers University.
Prestò servizio militare nel corpo medico dell'United States Air Force dal 1992 al 1996, raggiungendo il grado di capitano. Fu impiegato come ufficiale medico generale nella contea di Burlington all'interno della Joint Base McGuire-Dix-Lakehurst. Si specializzò in medicina interna e aprì uno studio privato a Willingboro.
Entrato in politica con il Partito Democratico, nel 1997 venne eletto all'interno dell'Assemblea generale del New Jersey. Negli anni successivi venne riconfermato per altri tredici mandati e rivestì il ruolo di vicepresidente dell'Assemblea dal 2002 al 2005.
Nel 2011, si oppose al disegno di legge proposto dalla collega repubblicana Charlotte Vandervalk che prevedeva di conferire ai genitori il diritto di non sottoporre i propri figli alle vaccinazioni obbligatorie; Conaway definì la proposta "una ricetta per il disastro". Nel 2019, sostenne la legislazione che portò all'eliminazione delle esenzioni religiose per la vaccinazione degli studenti in età scolare.
Nel 2004 si candidò alla Camera dei Rappresentanti, venendo sconfitto nettamente dal deputato repubblicano in carica Jim Saxton, che raccolse il 63% dei voti.
Vent'anni dopo, Conaway annunciò la propria intenzione di prendere parte alle elezioni parlamentari del 2024 dopo che il deputato in carica Andy Kim si candidò al Senato. In campagna elettorale ottenne il sostegno dei gruppi dei veterani. Nelle primarie democratiche sconfisse la collega Carol Murphy con il 49,6% dei voti e successivamente venne eletto deputato superando l'avversario repubblicano di quasi nove punti percentuali.
Politicamente, Conaway riportò come sue priorità il contrasto alla tossicodipendenza, il sostegno del diritto all'aborto e la difesa dell'ambiente, nonché l'ampliamento dell'assistenza sanitaria. Si schierò a favore degli screening per la salute mentale e criticò le posizioni di Donald Trump in tema di disparità sanitarie, definendolo "un razzista". In tema di politica estera, sostenne la soluzione dei due Stati per il conflitto israelo-palestinese e si schierò a favore degli aiuti all'Ucraina nel conflitto russo-ucraino.